# Gymnoscelis recictaria
Gymnoscelis recictaria är en fjärilsart som beskrevs av Jean Baptiste Boisduval 1840. Gymnoscelis recictaria ingår i släktet Gymnoscelis och familjen mätare. Inga underarter finns listade i Catalogue of Life.